# Tijuana
Tijuana é a maior cidade do estado mexicano de Baixa Califórnia. Situada na Fronteira Estados Unidos-México, Tijuana é a cidade mais ocidental do país e da América Latina. se encontra localizada a 175 quilômetros ao oeste da capital do estado, Mexicali, a 200 quilômetros ao sul de Los Angeles, Califórnia e a 2.750 quilômetros da Cidade do México. Faz fronteira com a cidade americana de San Diego, na Califórnia.
É considerada como uma cidade global por ser um centro cultural e comercial, bem como um centro de produção líder na América do Norte. A cidade abriga instalações de inúmeras empresas multinacionais. Tijuana foi reconhecida como uma nova e importante meca cultural. É conhecida como A Esquina do México ou A Porta do México e seu lema é "Aquí empieza la patria" (em português: Aqui começa a pátria). Sua região metropolitana é a 21ª das Américas e a maior região metropolitana transnacional mexicana com 1.751.302 habitantes (censo 31 de maio de 2010). O município possui população de 1.611.439 habitantes (Lista Nominal de 09 de novembro de 2023) e a extensão territorial de 879 km².

## Etimologia
O nome da cidade vem do rancho que Santiago Argüello Moraga fundou em 1829 em sua concessão de terras mexicanas, batizando-o de Rancho Tía Juana.
A teoria comumente aceita entre os historiadores é que Tía Juana, como Argüello chamou seu rancho, deriva da palavra Tiwan ("à beira-mar") na língua dos kumeyaay - os habitantes indígenas originais da região de San Diego-Tijuana. A lenda urbana, por outro lado, afirma que Tía Juana, que significa "tia Joana" em espanhol, era uma pessoa real cuja pousada fornecia comida e hospedagem aos viajantes. Não há, entretanto, nenhum registro de tal pousada; de fato, o primeiro prédio da área foi construído por Argüello, após batizar seu rancho de Rancho Tía Juana.

## História

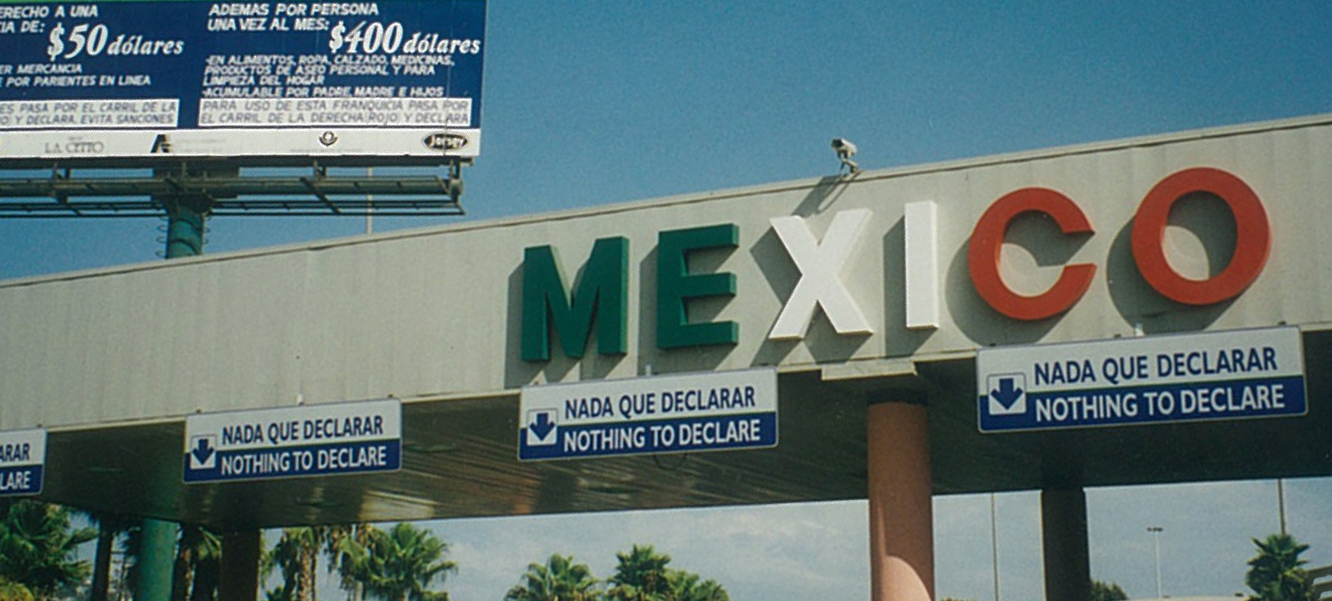
Fronteira de Tijuana com San Diego, nos Estados Unidos.

### Período Pré-Hispânico
A cidade foi povoada originalmente pelos Kuimiai (k'miai), uma das famílias indígenas que junto com os cucapah, pai pai, kiliwa, cahilla e os akula, povoaram o norte da Península da Baixa Califórnia. A área onde hoje fica a cidade foi habitada desde a época pré-hispânica. Desta fase existem diversas referências, algumas destas em crônicas dos primeiros missionários que cruzaram a região, em sua viagem ao Norte. Também existe uma série de elementos linguísticos que permitem formular as hipóteses de que a palavra Tijuana é de origem indígena. Como já dito, há várias explicações do possível significado do vocábulo, mas está perfeitamente documentado que no ano de 1908, no livro bautismal da missão de San Diego, aconteceu o batismo de um indígena "do rancho de Tá Juana". Isso faz pensar na possibilidade do que o pároco que fez o assentamento havia castelhanizado uma palavra indígena que não entendeu bem.

### Época das grandes explorações
O primeiro explorador europeu que navegou frente às costas de onde hoje é o município de Tijuana foi Juan Rodriguez Cabrillo, que partiu do porto de Ensenada, Baja California (no México), rumo ao norte (depois de navegar seis dias, de 23 a 28 de setembro de 1542) chegou a baía de San Diego, Califórnia.
O primeiro europeu que pisou onde hoje é o município de Tijuana foi o padre missionário Junípero Serra, no qual em 1769 anotou em seu diário:
| “ | Día 1 de Julio, sábado, octava de San Juan Bautista, víspera —y en nuestra Orden, ayuno— de la Visitación de María Santísima nuestra señora, emprendimos de buena mañana nuestra última jornada [...] nos vimos en la orilla del paraje del puerto —no lejos de su boca— dando estaban dado fondo los dos paquebotes San Carlos y San Antonio [...] Así fue nuestra llegada con salud de todos, felicidad y contento al famoso y deseado [puerto de San Diego]. | ” |

Diário de Junipero Serra
Em português:
| “ | 1 de julho, sábado, a oitava de São João Batista, véspera -e em nossa Ordem, jejum- da Visitação de Nossa Senhora, que começou no início da manhã, nosso último dia [...] fomos ao porto e vimos da praia -não muito longe da boca- sendo dadas duas embarcações, de São Carlos e Santo Antônio [...] Assim foi a nossa chegada, todos com saúde, felicidade e contentamento ao famoso e desejado [porto de San Diego]. | ” |

Diário de Junipero Serra
A última jornada do padre Serra antes de chegar a boca (Baía de San Diego) onde estavam os navios passaram na região onde hoje está a cidade de Tijuana

### Após a independência
Em 1829, quase no final da época misionária, José María Echendía, governador do antigo estado das Califórnias, concedeu a Santiago Arguello Moraga, o rancho Tijuana, superfície do tamanho de 10.000 hectares.
Em 1846, com a Guerra Mexicano-Americana a marina de guerra dos Estados Unidos inicia a invasão das Califórnias, a luta que foi iniciada, bastante desigual, obrigou ao México a negociar de forma a concluir a catástrofe, o qual havia duas opções: aceitar a paz ou continuar a guerra.
Uma vez assinado o armistício, a atenção ficou centrada em fixar os novos limites. O México (representado por seu Congresso e aos governos da República) se viu obrigado a assinar o Tratado de Guadalupe-Hidalgo em 2 de fevereiro de 1848, perdendo mais da metade do território, incluindo a Alta Califórnia, Arizona, Novo México e Texas.
Consequência disso e da solução que se deu no local do porto de San Diego, foi que Tijuana virou como fronteira com a Califórnia, razão a que deve fundamentalmente sua razão de existir.

### No século XIX
Em 2 de fevereiro de 1864, Tijuana ingressou na história por direito próprio[carece de fontes?]. Foi no princípio de maio de 1911,quando a população contava com não mais de 100 casas foi assaltada por um grupo de mexicanos e estrangeiros, em sua maioria anglo-saxões, comandados pelos irmãos Flores Magón, que tinham a intenção de fazer da Baja California uma república socialista com o amparo do Partido Liberal Mexicano, que haviam fundado. Os habitantes de Tijuana e do resto do estado se sentiram agredidos pelos que chamaram filibusteros e se apresentaram a lutar contra eles. Nesse processo de luta, depois de algumas escaramuças nas quais não faltaram mortos, os chamados filibusteros regressaram aos Estados Unidos da América meses depois ao fracassar seu objetivo de proclamar a independência da Baja California de México e formar o que seria a primeira república socialita do mundo.

### No século XX

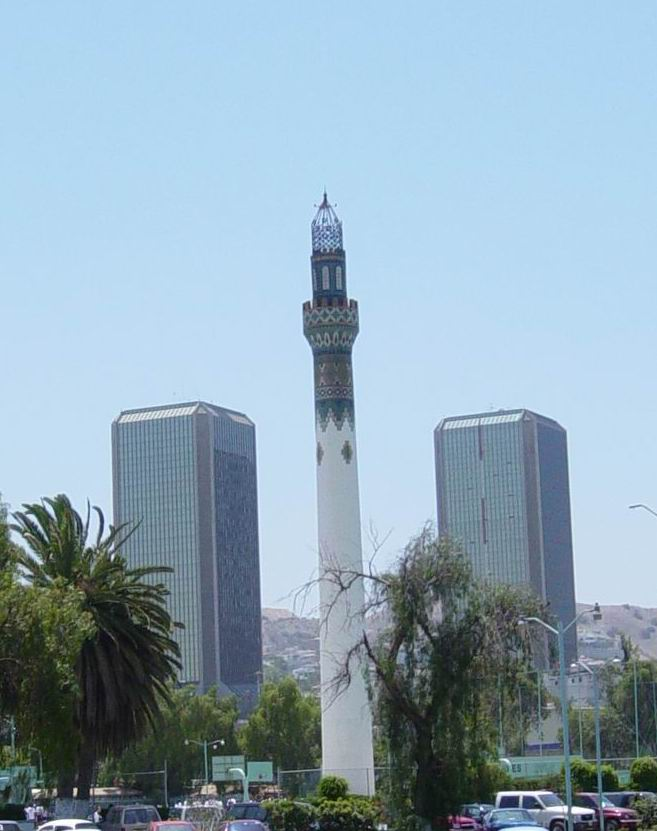
Torres e Minarete de Agua Caliente

Já iniciada a década de 1920, no ano 1924, foi estabelecido o Hipódromo de Tijuana e o Foreign Club. Em 1927 foi estabelecido o complexo turístico "Companhia Mexicana de Agua Caliente". Em 9 de junho do ano seguinte foi inaugurado o Casino de Agua Caliente. Este fora frequentados por políticos, empresários e artistas do nascente cinema californiano.
Em 15 de outubro de 1925, o presidente Plutarco Elías Calles ergueu em público a Congregação de Tijuana que nomeou Zaragoza a vila e Tijuana a município, mas esta não se consolidou por problemas burocráticos e então foi nomeada Conselho Municipal. Foi assim até 1929 quando deixou de ser conselho e de chamar-se Zaragoza para transformar-se em Delgação Municipal.
Em 1935 o general Lázaro Cárdenas fechou o Casino de Agua Caliente e o Foreing Club, ao decretar proibida a sia operação por todo o país. Depois o general decretou a Zona Livre Parcial no Território Norte (mexicano) por dez anos. Dois anos depois do fechamento, apropiou o Centro Turístico Agua Caliente para estabelecer o Centro Escolar Industrial. Atualmente, neste lugar se encontra a Preparatória Federal Lázaro Cárdenas, uma das preparatórias públicas mais reconhecidas da cidade.
Em 16 de fevereiro de 1939, foi iniciado um motim violento no centro da cidade. Mais de mil pessoas protagonizaram uma violenta revolta. Estes tentavam linchar o soldado Juan Castillo Morales acusado de violar e assassinar a menina Olga Camachp. Os manifestantes incendiaram o Palácio Municipal e a estação de Polícia. A partir das confusas circunstâncias deste feito e do fusilamento do soldado, nasce a lenda urbana do Juan Soldado. Neste mesmo ano, foi inaugurada a praça de touros "El Toreo de Tijuana" (A Tourada de Tijuana).
Em 26 de abril de 1940 foi criado a propriedade legal da cidade. Neste ano também começaram a exigir aos mexicanos o passaporte para cruzar a fronteira com os Estados Unidos. Em 1952, a Baja California converteu-se de território a estado livre e soberano. Dois anos mais tarde, em 1º de maio, o primeiro ajuntamento da cidade inicia suas funções.
Em 18 de julho de 1960 é estabelecida na cidade uma emissora da Telessistema (hoje Televisa). Desta maneira, a empresa começou uma história de sucesso na cidade. No mesmo ano é conocalo em prática o projeto da construção da estrada cênica Tijuana-Enseada (da Baja California). Em 1965 foi iniciado o programa das empresas maquiladoras, um avanço para a economia e para o futuro da cidade.
Em 1970 foi inaugurado o Aeroporto Internacional Abelardo L. Rodrigues na delegação Mesa de Otay. Neste mesmo ano, um incêndio destruiu o Hipódromo de Agua Caliente. Foi até 4 de maio de 1974 que foi inaugurado o atual hipódromo.
Em 23 de março de 1994, Luis Donaldo Colosio, candidato do PRI a presidência do México foi assassinado no subúrbio de Tijuana, Lomas Taurinas. Este trágico acontecimento comoveu todo o país.

### Século XXI
Em 29 de janeiro de 2007, a cidade ganhou o posto de arquidiocese metropolitana. A cidade esta aumentando rapidamente, causa da migração do sul do México para os Estados Unidos, já que a cidade está no país de origem dos migrantes e ao mesmo tempo ao lado de uma grande potência. Isso levou a cidade a crescer para o sul e leste, o que leva à união das cidades de Tijuana, Rosarito, Tecate e San Diego.

## Geografia

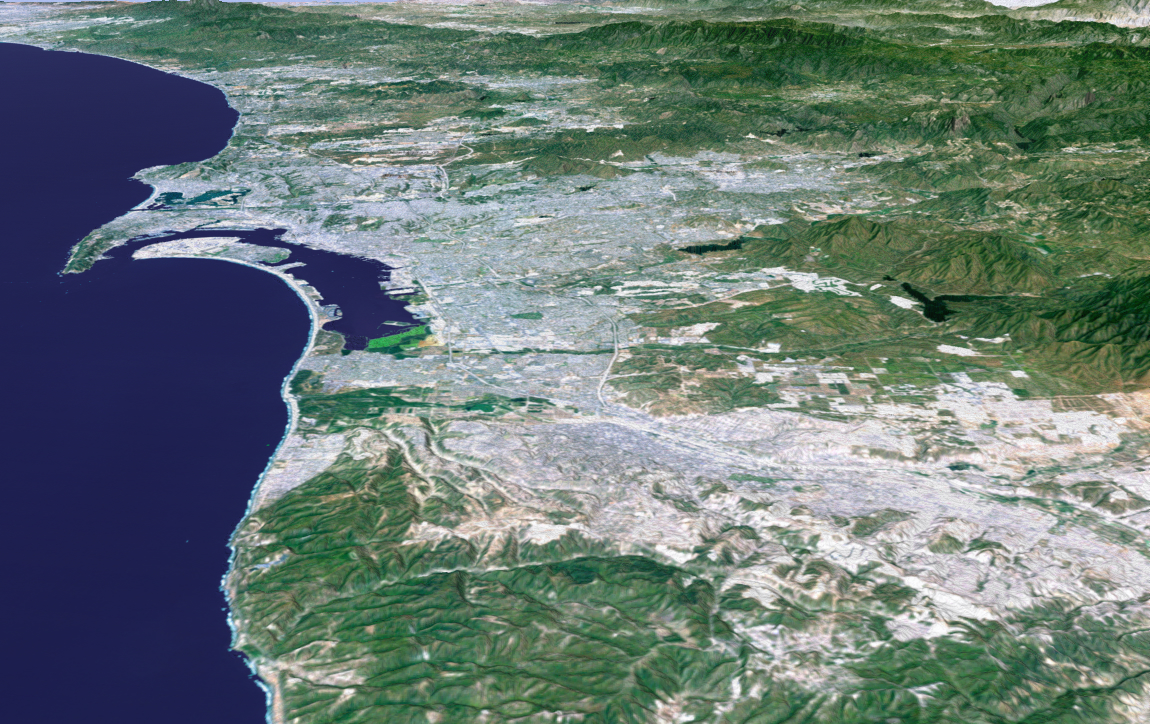
Imagem de satélite 3D da região metropolitana de San Diego-Tijuana.

### Hidrografia
O Rio Tijuana, o principal rio da região, é um limite natural entre o México e os Estados Unidos, consiste de duas redes de drenagem que se ligam dentro da área urbana de Tijuana.

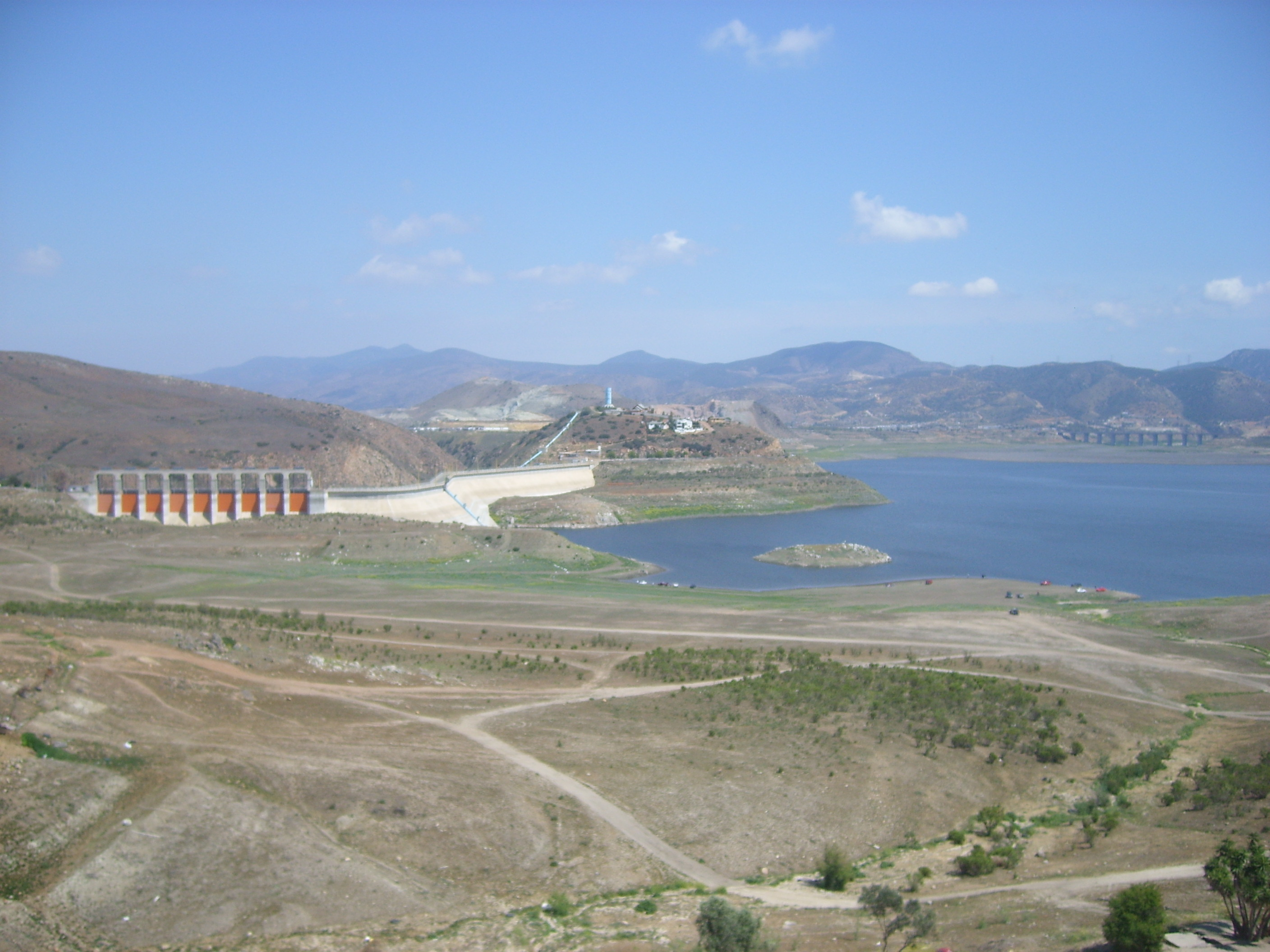
O Rio Tijuana e a represa Abelardo L. Rodriguez.

O principal afluente do rio Tijuana é chamado de Arroyo de las Palmas, que desemboca na represa Abelardo L. Rodriguez. O Rio desagua no Oceano Pacífico com foz em estuário, onde o esgoto da cidade é uma das principais fontes de contaminação e, por vezes, causando o fechamento da praia devido aos altos níveis de poluentes.

## Demografia
De acordo com o INEGI (Instituto Nacional de Estatística, Geografia e Informática) do município de Tijuana, no segundo censo da População e Habitação feito em 2005, a cidade possuía mais de 1,410 milhão de  habitantes (excluindo a população flutuante), dos quais 1,367 milhão vivem na sede da cidade e o restante se distribui entre as vilas e comunidades de La Joya, San Luis, Ejido Maclovio Rojas, Terrazas del Valle e Portico of San Antonio, que foram acrescentadas ao município.

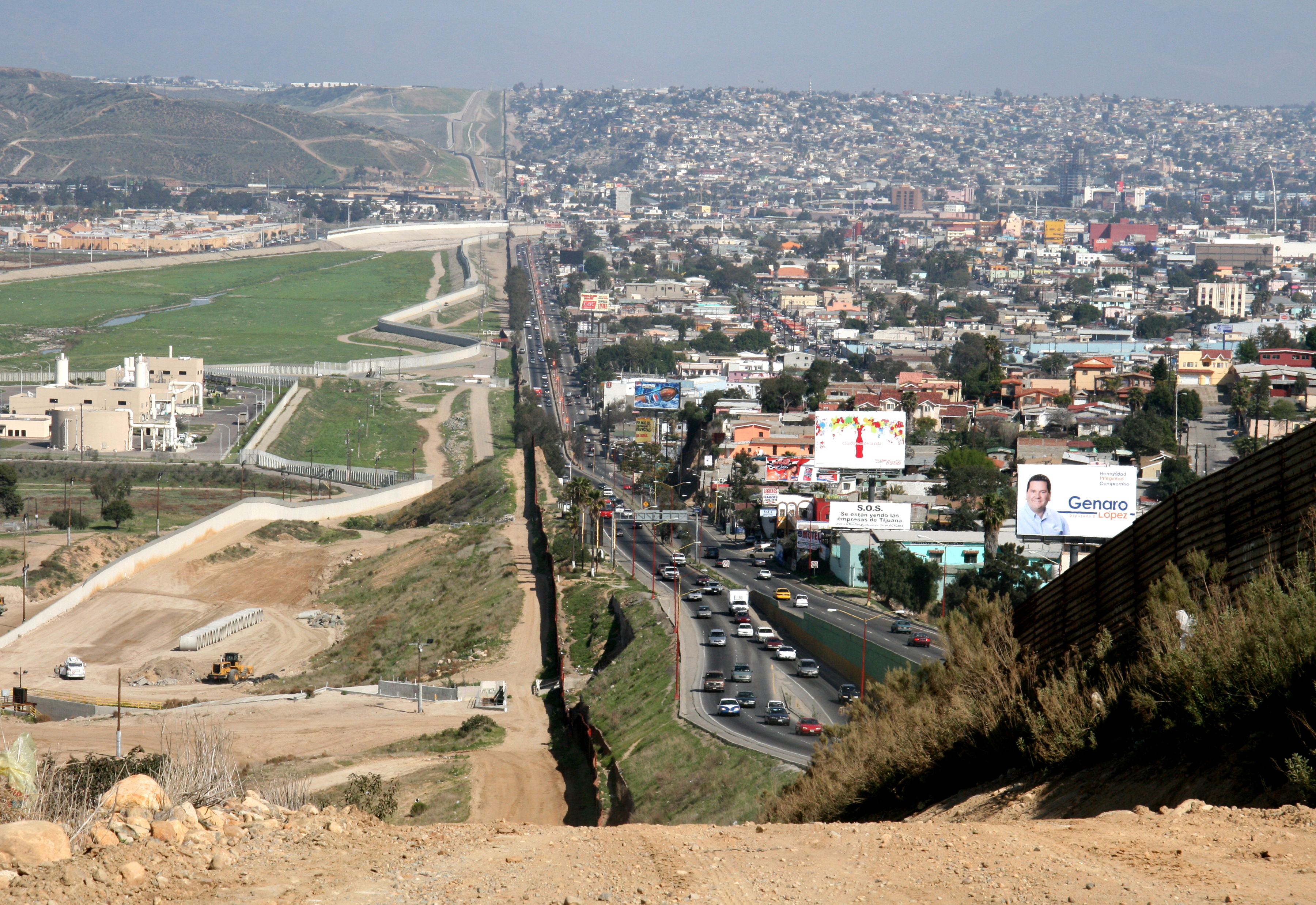
Uma pequena cerca separa a densamente povoada Tijuana, no México (à direita) de San Diego, nos Estados Unidos, no setor da Patrulha Fronteiriça. Um segundo muro está sendo construído até o Oceano Pacífico.

Segundo o CONAPO, no ano de 2007 O município de Tijuana teria atingido uma população de  1,490 milhão de habitantes e 1,667 milhão de habitantes na região metropolitana, que compreende os municípios de Playas de Tijuana e Rosarito. A cidade de Tecate, apesar de ser próxima à Tijuana, não é incluída na área metropolitana da cidade, porque enquanto houver uma relação entre estas cidades, a distância entre eles ainda é grande. Tijuana tem uma elevada taxa de crescimento, comparada com a média nacional do México. De acordo com o concelho da cidade, o crescimento de 3 hectares a cada bimestre só é comparável, em termos gerais, à cidade de Ciudad Juarez, que tem uma dinâmica populacional semelhante. De acordo com estudos do CONAPO, se a atual taxa de crescimento se manter, Tijuana terá uma população de 2,422 milhões em 2030. A cidade, que atualmente ocupa a posição de sexta maior cidade do país, passará a ser a quarta maior cidade mexicana. Grande parte do crescimento populacional da cidade é explicado pelo fato de Tijuana estar localizada numa área de fronteira, entre o México e Estados Unidos. Assim, os imigrantes que tentam cruzar a fronteira ilegalmente para os Estados Unidos e não conseguem, acabam tornando-se residentes na cidade. Embora o INEGI não acrescente a população flutuante, são mais de 2 milhões de pessoas se incluirmos o Vale das palmas. Em Tijuana vivem muitas pessoas de diferentes nacionalidades. A cidade possui uma grande colônia chinesa,  espanhola, francesa, italianos, americanos, canadenses, cubanos, argentinos, guatemaltecos, libaneses e muitos mais. Segundo um estudo da ONU em 10 cidades do mundo, Tijuana é a cidade mais cosmopolita do México.

### Religião
Por se tratar de uma cidade com diferentes níveis culturais e com uma forte imigração, Tijuana possui uma grandíssima diversidade religiosa. A cidade possui uma erosão da Igreja Católica Romana com grupos protestantes. O taxa de crescimento dos protestantes são superiores a do crescimento populacional. O Crescimento protestante é 35% mais rápido. Grandes religiões da cidade são:
| Grupo religioso                         | Número total de adeptos | Percentagem(%) |
| --------------------------------------- | ----------------------- | -------------- |
| Católicos                               | 1.152.224               | 73,9%          |
| Protestantes                            | 173.844                 | 11,1%          |
| - Protestantes históricos ou reformados | 7.174                   | 0,5%           |
| - Pentecostais                          | 32.934                  | 2,1%           |
| - Não Pentecostais                      | 133.736                 | 8,6%           |
| Outros cristãos                         | 55.977                  | 3,6%           |
| Judeus                                  | 623                     | 0,04%          |
| Outras religiões minoritárias           | 2.020                   | 0,1%           |
| Sem religião                            | 143.454                 | 9,2%           |
| Não especificada                        | 31.541                  | 2,0%           |
| Total                                   | 1.559.683               | 100%           |

A cidade também possui pequenos grupos de outras religiões orientais trazidos por estrangeiros europeus ou asiáticos. Também é relevante os pequenos grupos de religiões de matriz africana e a doutrina espírita.
Nos últimos anos, como na maior parte do mundo, a religião católica tem diminuído a sua presença na cidade, um fenômeno acompanhado pelo crescimento dos grupos protestantes, como no resto do país. Para continuar o seu crescimento atual, a crença de religiões protestantes são os preferidos pelos habitantes da cidade  nos últimos 20 anos.

## Política

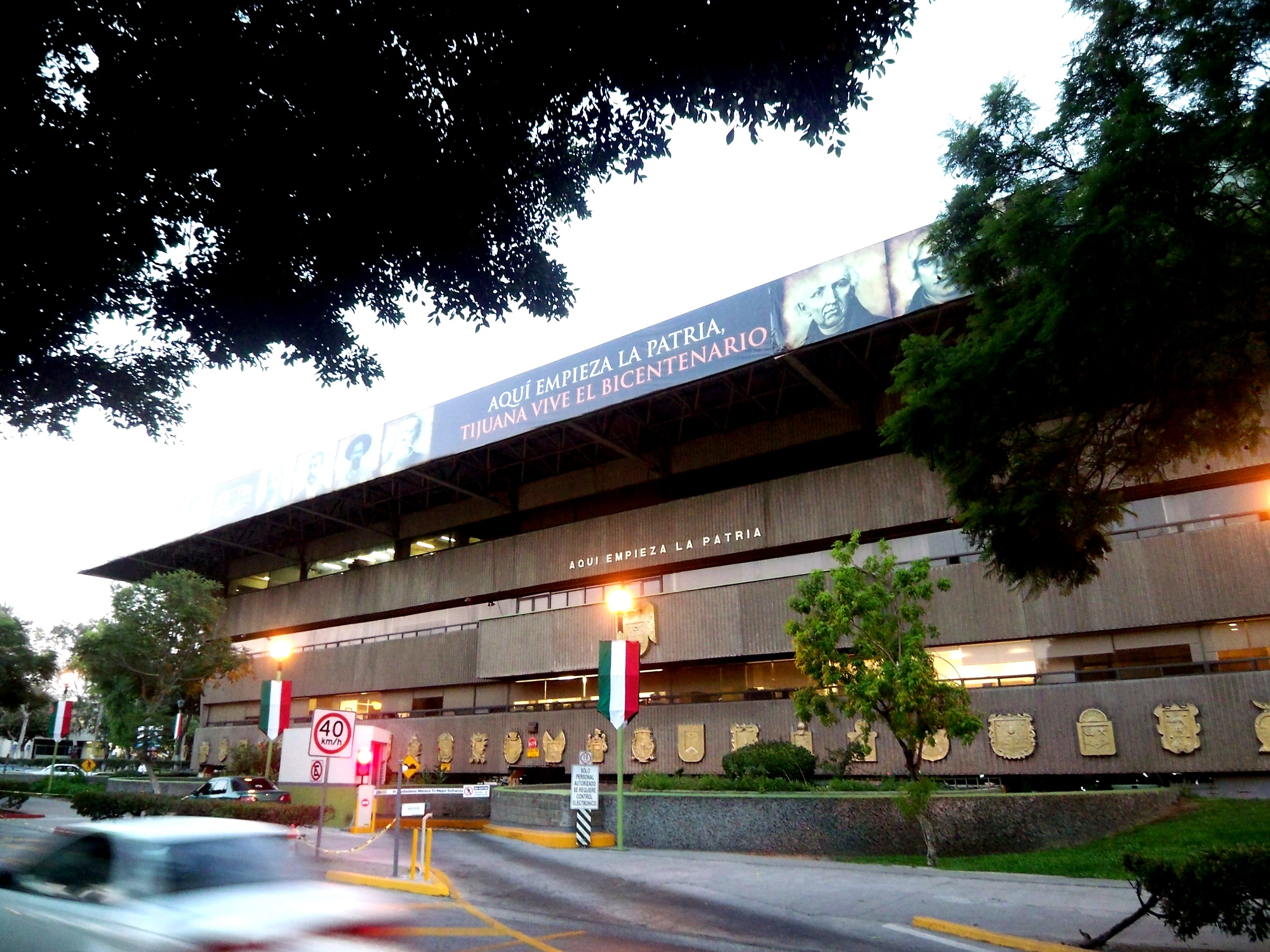
Palácio do Governo de Tijuana

Uma Avenida em Tijuana.

Atualmente, os partidos com maior presença em Tijuana são:
- Partido da Ação Nacional (PAN): Foi o partido dominante na região da cidade por 20 anos.
- Partido Revolucionario Institucional (PRI): Durante anos, tal como no resto do México, foi o partido dominante na política regional até começar a atuação do PAN, seu principal opositor.
- Partido Verde (PV): Nas eleições intercalares de 2009, aumentou sua força política na cidade.

Outros partidos, com menor presença: Partido Social Democrata (PSD),Partido do Encontro Social (PES), Partido da Revolução Democrática (PRD), Encontro Partido Social (PES) e Partido Nova Aliança (Panal)
Embora o PAN é classificado como o partido da extrema-direita, conservador ou fundamentalista nacional, Tijuana é considerada moderadamente liberal (graças à proximidade do estado vizinho da Califórnia), em seguida, apesar de votar em candidatos da Ação Nacional. Suporte para o PAN é devido principalmente à elevada participação, porque é encarado como o partido do progresso e desenvolvimento de empresas na região, algo que é valorizado por uma cidade que é composta principalmente de imigrantes e investidores em todo o mundo. Ainda assim, o resto da política do país nunca esteve estreitamente ligada à de Tijuana. Os políticos mais bem-sucedidos têm sido aqueles de outras cidades, como Mérida, por exemplo.
Considerada como uma das cidades mais diversas no México, Tijuana foi feita durante anos por vários grupos étnicos e culturais em toda a República Mexicana e para o mundo, um fenômeno impulsionado em parte pelo simples fato de que é cidade de fronteira.

### Cidades Irmãs
| - Austrália - Banbury - Austrália - Forster - China - Panjin - China - Pequim - Colômbia - Tuluá - Cuba - Havana - Coreia do Sul - Busan - Espanha - Saragoça - Estados Unidos - Caldwell - Estados Unidos - Chula Vista | - Estados Unidos - Laredo - Estados Unidos - Modesto - Estados Unidos - San Diego - Hungria - Miskolc - Itália - Foggia - Itália - Siracusa - México - Apodaca - México - Cancún - México - Chetumal - México - Ciudad Juárez | - México - Colima - México - Culiacán - México - Durango - México - El Grullo - México - Ensenada - México - Guaymas - México - La Paz - México - Mazatlán - México - Monclova - México - Nuevo Laredo | - México - Playas de Rosarito - México - Poza Rica - México - Puebla - México - Salina Cruz - México - Santiago Tianguistenco - México - Tepic - Peru - Huaral - Polónia - Słubice - Senegal - Touba - Venezuela - Barinas |  |

## Infra-estrutura

### Educação

#### Escolas e Universidades

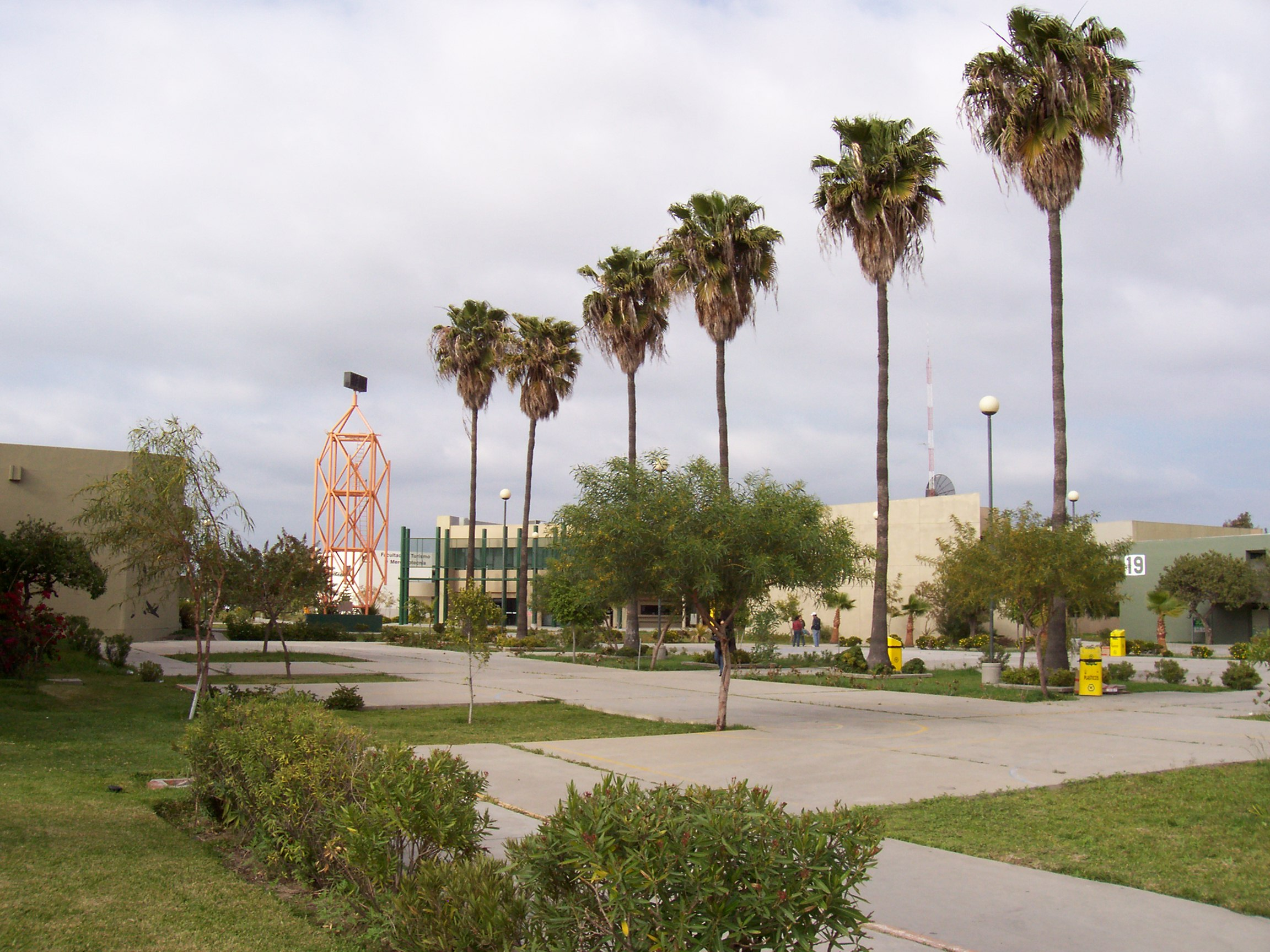
Centro Comunitario da Universidade Autônoma de Baja Califórnia (UABC)

A cidade tem várias universidades, como o conservatório de música, escolas de dança, escolas de arte, a escola de artes cênicas e várias prestigiadas universidades e institutos tecnológicos, como a Universidade Autônoma de Baja Califórnia UABC (Universidade Estadual), CETYS, Universidade do Californias (UDC), Escola Normal de Tijuana (enft), Instituto Tecnológico de Tijuana (ITT), Instituto Tecnológico de Baja California (TBC Universidade e Alta) em Tijuana desde 1995, Universidade Xochicalco (campus Tijuana), Universidade Iberoamericana (campus Tijuana), Faculdade de Ciências e Estudos de Tecnologia do Estado de Baja California (CECYTE BC), Centro Universitário de Tijuana (Universidade de Tijuana CUT). A Universidade Tecnológica de Tijuana (UTT), Universidade UNIVER, o Centro de Estudos Superiores do Norte do México e da Universidade de Desenvolvimento Profissional (unidep) e centro de ensino superior em Tijuana (CIES).
A cidade é a sede do Colegio da Fronteira Norte, uma instituição de investigação científica e do ensino superior, especializado no estudo dos problemas e fenômenos da região de fronteira entre o México e os Estados Unidos.

## Cultura
Culturalmente, um dos mais emblemáticos colégios da cidade é sem dúvida o Cecut (Centro Cultural de Tijuana). O Cecut tem dentro de suas instalações, um teatro, salas de leitura, teatro de vídeo, livraria, exposições e o Museu do Baja California. Desde 1992, a casa Cecut abriga a Orquestra de  Baja Califórnia e desde 1994, a hispano-americana Center for Guitar (CHG). Ele serviu como sede do Centro de Artes Cênicas do Noroeste (CAEN) durante seus doze anos de existência. Além disso, apresentada pela Ópera de Tijuana, várias das obras mais prestigiadas e apresentadas de canto lírico. De 2001 até atualmente, o Cecut atende anualmente uma média de um milhão de usuários e é de considerável interesse para a atenção dos alunos.
Para atender a sua população e visitantes, a cidade também tem os seguintes espaços: Casa da Cultura de Altamira, a Casa da Cultura Playas - Cortijo San José e do Palácio da Cultura - espaços de Old City Hall que fazem parte do Instituto Municipal de Arte e Cultura.

### Centros de Cultura independentes
Os Centros culturais independentes em Tijuana possuem atividade cultural reconhecida, principalmente através do trabalho, entre os quais estão: El Lugar del Nopal (em português: O Lugar de Nopal), La Casa de la 9 (em português: A Casa do 9), mesas de café e teatro, entre outros. São responsáveis por grande parte da atração turística da cidade.

### Museus
- CECUT
- Casa da Cultura (Casa de La Cultura)
- Museo El Cubo
- Museo el Trompo
- Instituto Cultural de Baja California

### Esportes

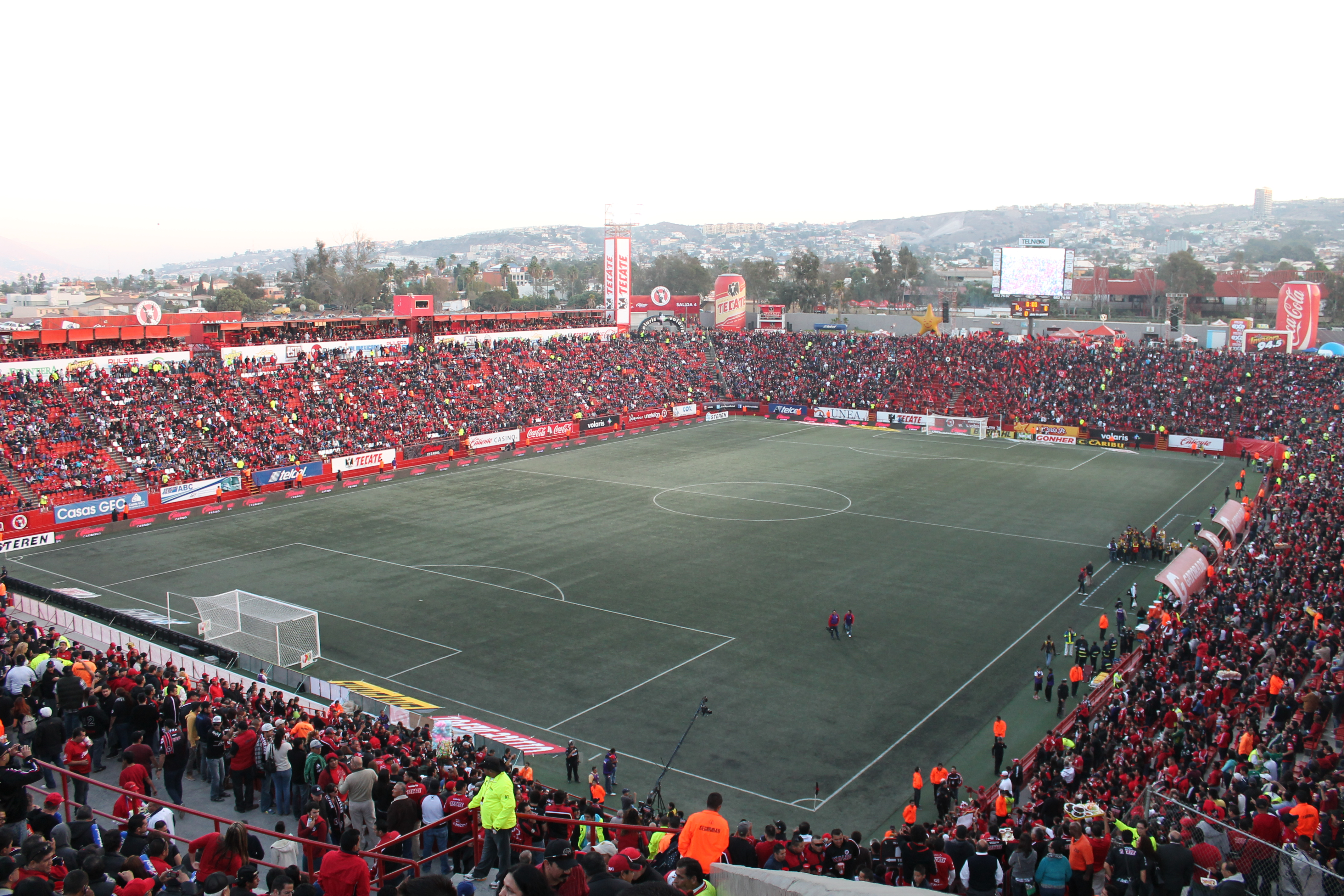
Estadio Caliente

O principal clube de futebol da cidade é o Club Tijuana, o de beisebol é o Toros de Tijuana, o de basquetebol é o Tijuana Zonkeys.